# William Scott O'Connor
William Scott O'Connor (Pittsburgh, 23 de mayo de 1864-Manhattan, 16 de enero de 1939) fue un deportista estadounidense que compitió en esgrima. Participó en los Juegos Olímpicos de San Luis 1904, obteniendo una medalla de plata en la prueba single sticks individual.

## Palmarés internacional
| Juegos Olímpicos | Juegos Olímpicos          | Juegos Olímpicos | Juegos Olímpicos         |
| Año              | Lugar                     | Medalla          | Prueba                   |
| ---------------- | ------------------------- | ---------------- | ------------------------ |
| 1904             | San Luis (Estados Unidos) | Medalla de plata | Single sticks individual |